# 福地亜紗美
福地 亜紗美（ふくち あさみ、1994年9月6日 - ）は、日本の女優である。埼玉県出身。
ファイブ☆エイト、ブルーミングエージェンシー、グリストを経て、LIBERA FOUNDATION所属。

## 出演

### 映画
- 陰陽師II（2003年、監督：滝田洋二郎）- 童女 役
- 大ちゃん、大好き。（2007年、アニメ映画）- 桜田加奈 役
- 北のカナリアたち（2012年）
- 鈴木先生（2013年） - 新見葵 役
- 瞳をとじて（2013年） - 百合絵 役
- 1/11 じゅういちぶんのいち（2014年）- 七海 役

### テレビドラマ
- 大河ドラマ「武蔵 MUSASHI」（2003年、NHK） - おしょふ 役
- TBSテレビ放送50周年スペシャルドラマ「青春の門-筑豊篇-」（2005年3月、TBS） - 牧織江（7 - 10歳）役
- 愛の劇場「ママはバレリーナ」（2006年1月、TBS） - 神山蘭 役
- キッチン・ウォーズ（2006年2月25日、フジテレビ） - 香坂麻世 役
- クロサギ 第4話（2006年5月5日、TBS） - 吉川氷柱（少女時代）役
- 虹を架ける王妃 第4話（2006年11月24日、フジテレビ） - 梨本宮規子女王 役
- 輪違屋糸里〜女たちの新撰組〜（2007年、TBS） - 輪違屋禿 役
- 受験の神様 第4・7・9・10話（2007年、日本テレビ） - 福本亜紀 役
- ありふれた奇跡（2009年、フジテレビ） - 藤本麗 役
- 鈴木先生（2011年、テレビ東京） - 新見葵 役
- なぞの転校生（2014年、テレビ東京） - 小川玲子 役
- 青の時代 名曲ドラマシリーズ 「モーニング娘。『LOVEマシーン』」（2017年3月26日、NHK BSプレミアム） - 米沢照美 役
- 新空港占拠 第1話 - 第7話（2024年1月13日 - 2024年2月24日、日本テレビ） - 佐伯野々花 役

### その他テレビ番組
- オザワナイト（2019年10月11日、TBS）
- ワールド極限ミステリー（2020年4月1日、TBS）- チョ・ヒョナ（ナッツ姫） 役
- 業界怪談 シーズン2 ～中の人だけ知っている～（2022年3月23日、NHK BS4K）- 山田 役
- ダブルタップミステリー（2023年9月16日、テレビ朝日）- 松山美里 役

### 舞台
- ピローマン（2004年、演出：長塚圭史）- 少女 役
- オイディプス王（2004年、演出：蜷川幸雄）- オイディプスの娘 役

### CM
- 三井住友火災海上保険（2002年）
- バンダイ「プリティコミューン」「レインボーブレス」（2004年）
- 進研ゼミ「小学講座」（2007年）
- 小学館「ちゃお」（2006年）
- NTTドコモ東海（2006年 - 2007年）
- エバラ食品工業 『おいしいキムチ』（2007年）
- 福井銀行 「福井銀行カードローン『迷いの唄（パソコン）』篇」（2020年）

### WEBドラマ
- ため息の理由（2005年） - 中島聡子役（少女時代）

## リリース作品
- 写真集「14歳〜かがやいて、夏。〜」（宙出版・2008年10月29日発売）